# John Cullum
John Cullum est un acteur, réalisateur et scénariste américain, né le 2 mars 1930 à Knoxville, dans le Tennessee (États-Unis).

## Filmographie

### comme acteur

#### Cinéma
- 1963 : All the Way Home d'Alex Segal : Andrew
- 1964 : Hamlet de Grigori Kozintsev : Laertes
- 1966 : Hawaï (Hawaii), de George Roy Hill : Rev. Immanuel Quigley
- 1972 : 1776 de  Peter H. Hunt : Edward Rutledge (SC)
- 1983 : The Prodiga (en)l de James F. Collier : Elton Stuart
- 1984 : The Act : Le Président
- 1985 : Marie de  Roger Donaldson : Député Attorney General
- 1987 : Sweet Country de Michael Cacoyannis : Ben
- 1997 : The Secret Life of Algernon (en) de Charles Jarrott : Algernon Pendleton
- 1998 : Ricochet River de Deborah Del Prete (en) : Link Curren
- 1999 : Held Up (en) de Steve Rash : Jack
- 2003 : Blackwater Elegy de Joe O'Brien et Matthew Porter : Hollis
- 2005 : The Notorious Bettie Page de Mary Harron : Preacher in Nashville
- 2006 : The Night Listener de  Patrick Stettner : Noone's Father
- 2010 : Love and Secrets d'Andrew Jarecki (en) : Richard Panatierre
- 2011 : La Conspiration  (The Conspirator) de Robert Redford : Le juge Wylie
- 2013 : Kill Your Darlings de John Krokidas : le professeur Steeves
- 2016 : Christine d'Antonio Campos : Bob Andersen
- 2019 : La Loi de la jungle (Jungleland) de Max Winkler : colonel Yates

#### Télévision

##### Téléfilms
- 1967 : Androcles and the Lion : Roman Captain
- 1973 : L'homme qui n'avait pas de patrie (en) (The Man Without a Country) de  Delbert Mann : Aaron Burr
- 1978 : Roll of Thunder, Hear My Cry :
- 1981 : Summer :
- 1981 : Edith Wharton: Looking Back : Walter
- 1982 : Carl Sandburg: Echoes and Silences : Carl Sandburg
- 1983 : Le Jour d'après (The Day After) : Jim Dahlberg
- 1988 : Shootdown : Robert Allardyce
- 1989 : Money, Power, Murder. de Lee Philips : Rév. Endicott
- 1992 : Mattie's Waltz : Clyde
- 1992 : Acte de vengeance (With a Vengeance) : Fred Mitchell
- 1999 : Inherit the Wind (en) : Judge Merle Coffey

##### Séries télévisées
- 1966-1967 : The Edge of Night : David "Giddy" Gideon #1
- 1968 : On ne vit qu'une fois (One Life to Live) : Artie Duncan (1969)
- 1987 : Buck James (en) : Henry Carliner
- 1990-1995 Bienvenue en Alaska, (Northern exposure): Holling Vincoeur
- 1997-2000 : Urgences : David Greene
- 1998 : Les Frères McGrail (To Have & to Hold) : Robert McGrail
- 2000 : Roswell : James Valenti Sr.
- 2007 : Mad Men : Lee Garner, Sr.
- 2009-2018 : The Middle : « Big Mike », le père de Mike (rôle récurrent)

### comme scénariste
- 1997 : The Secret Life of Algernon